# Sierck-les-Bains
Sierck-les-Bains település Franciaországban, Moselle megyében. Lakosainak száma 1769 fő (2022. január 1.). Sierck-les-Bains Apach, Contz-les-Bains, Kerling-lès-Sierck, Montenach, Rettel és Rustroff községekkel határos.

## Népesség
A település népessége az elmúlt években az alábbi módon változott:
| Lakosok száma | 1676 | 1712 | 1750 | 1755 | 1775 | 1776 | 1776 | 1772 | 1769 |
|               | 2013 | 2015 | 2016 | 2017 | 2018 | 2019 | 2020 | 2021 | 2022 |